# František Schmucker
František Schmucker (Horvátjárfalu, Hungría, 28 de enero de 1940-Ostrava, República Checa, 15 de julio de 2004) fue un futbolista checo que se desempeñaba como guardameta.

## Selección nacional
Fue internacional con la selección checoslovaca en 2 ocasiones. Formó parte de la selección subcampeona de la Copa del Mundo de 1962, pese a no haber jugado ningún partido durante el torneo. También ganó la medalla de plata en los Juegos Olímpicos de 1964.

### Participaciones en Copas del Mundo
| Mundial                        | Sede  | Resultado  | Partidos | Goles |
| ------------------------------ | ----- | ---------- | -------- | ----- |
| Copa Mundial de Fútbol de 1962 | Chile | Subcampeón | 0        | 0     |

### Participaciones en Juegos Olímpicos
| Olimpiada                      | Sede  | Resultado  | Partidos | Goles |
| ------------------------------ | ----- | ---------- | -------- | ----- |
| Juegos Olímpicos de Tokio 1964 | Japón | Subcampeón | 5        | 0     |

## Clubes
| Club             | País           | Año       |
| ---------------- | -------------- | --------- |
| Spartak ZJŠ Brno | Checoslovaquia | 1959-1965 |
| FC Baník Ostrava | Checoslovaquia | 1967-1979 |

## Palmarés

### Campeonatos nacionales
| Título                 | Club             | País           | Año  |
| ---------------------- | ---------------- | -------------- | ---- |
| Copa de Checoslovaquia | FC Baník Ostrava | Checoslovaquia | 1973 |
| Primera División       | FC Baník Ostrava | Checoslovaquia | 1976 |
| Copa de Checoslovaquia | FC Baník Ostrava | Checoslovaquia | 1978 |

### Distinciones individuales
| Distinción        | Año  |
| ----------------- | ---- |
| Cena Václava Jíry | 1999 |